# Élections générales ontariennes de 2022
Les élections générales ontariennes de 2022 se tiennent le 2 juin 2022 pour élire les 124 membres de la 43e législature de l'Ontario.
Le scrutin voit la victoire du Parti progressiste-conservateur de l'Ontario du premier ministre sortant Doug Ford.

## Contexte
Depuis décembre 2016, les élections en Ontario se tiennent le premier jeudi du mois de juin lors de la 4e année suivant la dernière élection générale. L'Assemblée législative de l'Ontario peut être dissoute plus tôt par le lieutenant-gouverneur de l'Ontario (en) en cas de motion de censure envers le gouvernement ou si le premier ministre déclenche une élection anticipée.
Le gouvernement sortant ayant une majorité de sièges à l'assemblée, il est pratiquement impossible qu'une motion de censure soit adoptée. Pour le cas d'une élection anticipée, les députés de l'Ontario ont voté unanimement le 5 octobre 2020 une motion spécifiant que le gouvernement ne déclencherait pas d'élection avant la date prévue par la législation sur les élections à date fixe,.

## Forces en présence
| Parti         | Parti                     | Chef            | Sièges | Sièges | Candidats |
| Parti         | Parti                     | Chef            | 2018   | Diss.  | Candidats |
| ------------- | ------------------------- | --------------- | ------ | ------ | --------- |
|               | Progressiste-conservateur | Doug Ford       | 76     | 67     | 124       |
|               | NPD                       | Andrea Horwath  | 40     | 38     | 124       |
|               | Libéral                   | Steven Del Duca | 7      | 7      | 122       |
|               | Vert                      | Mike Schreiner  | 1      | 1      | 124       |
|               | Nouveau Parti bleu        | Jim Karahalios  | Nv     | 1      | 123       |
|               | Parti Ontario (en)        | Derek Sloan     | 0      | 1      | 105       |
|               | Indépendants              | Indépendants    | 0      | 6      | 41        |
| Autres partis | Autres partis             | Autres partis   | 0      | 0      | 137       |
| Vacant        | Vacant                    | Vacant          | Vacant | 3      | –         |
| Total         | Total                     | Total           | 124    | 124    |           |

## Système électoral
L'Assemblée législative est composée de 124 sièges pourvus pour quatre ans au scrutin uninominal majoritaire à un tour dans autant de circonscriptions électorales.

## Campagne

### Débat
Le premier débat a lieu le 10 mai à North Bay et porte essentiellement sur les enjeux du nord de la province.
Le second et dernier débat a lieu le 16 mai à Toronto et est diffusé en direct sur les ondes de TVOntario mais également sur d'autres chaînes de télévision dans la province.
Pour le public franco-ontariens, un débat alternatif en français est organisé le 17 mai et diffusé sur ICI Radio-Canada Télé et TFO.

### Controverses

#### Parti progressiste-conservateur
- Stephen Lecce, candidat dans King—Vaughan, s'excuse pour sa participation à une collecte de fonds dite « vente aux enchères d'esclaves » en 2006[6]. Trois candidats du Nouveau Parti démocratique demandent que Lecce retire sa candidature.
- Will Bouma, candidat dans Brantford—Brant, aurait siégé à un magazine chrétien qui condamne l’homosexualité[7].
- Vincent Ke, candidat dans Don Valley-Nord, est visé par une enquête de la police provinciale de l'Ontario réclamé par le Parti libéral sur l’incorporation de 15 compagnies et associations qui ont des liens avec le candidat[8].

#### Parti libéral
- Le Parti libéral annule la candidature d'Aiden Kallioinen dans Sault Ste. Marie à la suite d'une chronique de Warren Kinsella dans le Toronto Sun jugeant le choix d'un jeune homme blanc plutôt que l’avocate autochtone Naomi Sayers[9].
- Barry Stanley, candidat dans Parry Sound—Muskoka, est exclu du parti pour une publication d'un livre contenant une hypothèse farfelue sur les causes de l’homosexualité[10].
- Alec Mazurek, candidat dans Chatham-Kent—Leamington, est exclu du parti à la suite des messages sur les médias sociaux dans lesquelles il a employé des mots insultants et dégradants pour les hommes gais et les femmes[11]. Il est remplacé par Audrey Festeryga, qui à son tour, retire sa candidature après une accusation de fraude par le Nouveau Parti démocratique[12],[13].
- Noel Semple, candidat dans Etobicoke-Centre, demeure dans la course malgré des propos peu nuancés sur les personnes LGBTQ+ dans le passé[14]. Les faits ont été dévoilés par le Nouveau Parti démocratique.

#### Parti vert
- Nafeesa Alibhai, candidat dans Davenport, quitte le parti en raison d'un différend sur la question israélo-palestinienne[15].

#### Nouveau parti bleu
- Keith Benn, candidat dans Sarnia—Lambton, a mis en doute le fait que les terrains d’anciens pensionnats pour Autochtones puissent contenir les restes de très nombreux élèves disparus, notant qu'il n'y a pas encore eu d'exhumation[16]. Il a aussi établi un lien entre les personnes transgenres et la maladie mentale et a déploré le fait que ces choses soient enseignées à l’école de nos jours.

#### Autres partis
- Nadia Sadiq, candidate pour l'Ontario Provincial Confederation of Regions Party dans Timmins, se voit enlever ses pancartes par la ville de Timmins en raison du non-respect du processus pour obtenir le droit de les installer[17]. La candidate avait demandé l'aide de la police pour retrouver les responsables[18].

## Sondages

### Pendant la campagne électorale
|  |

| Dernier jour du sondage | P.-C. | NDP  | Libéral | Vert | NB  | ON  | Autre | Sondeur | Échantillon | M.E. | Source |
| ----------------------- | ----- | ---- | ------- | ---- | --- | --- | ----- | ------- | ----------- | ---- | ------ |
| Dernier jour du sondage |       |      |         |      |     |     |       | Sondeur | Échantillon | M.E. | Source |
| 2 juin 2022             | 40,8  | 23,7 | 23,9    | 6,0  | 2,7 | 1,8 | 1,1   |         |             |      |        |

### Pendant la 42elégislature
|  |

| Dernier jour du sondage                                                  | P.-C. | NDP  | Libéral | Vert | Autre | Sondeur    | Échantillon | M.E.    | Source   |
| ------------------------------------------------------------------------ | ----- | ---- | ------- | ---- | ----- | ---------- | ----------- | ------- | -------- |
| Dernier jour du sondage                                                  |       |      |         |      |       | Sondeur    | Échantillon | M.E.    | Source   |
| 15 mars 2022                                                             | 38    | 24   | 28      | 4    | 5     | Ipsos      | 850         | ± 3,8   | PDF      |
| 13 mars 2022                                                             | 33,9  | 25,7 | 27,8    | 5,0  | 7,6   | Mainstreet | 1 200       | ± 3,0   | PDF      |
| 27 février 2022                                                          | 39    | 27   | 27      | 3    | 4     | Léger      | 1 001       | ± 3,1   | PDF      |
| 25 janvier 2022                                                          | 34,6  | 22,4 | 27,3    | 3,5  | 12,3  | Mainstreet | 1 025       | ± 3,0%  | PDF      |
| 24 janvier 2022                                                          | 37    | 25   | 26      | 7    | 5     | Léger      | 1 000       | ± 3,1%  | PDF      |
| 23 janvier 2022                                                          | 34,9  | 30,5 | 24,2    | 4,4  | 6,0   | Counsel    | 2 273       | ± 2,1%  | PDF      |
| 17 janvier 2022                                                          | 34,8  | 26,6 | 26,3    | 4,9  | 7,5   | Ekos       | 844         | ± 3,5%  | PDF      |
| 12 janvier 2022                                                          | 37    | 25   | 28      | 5    | 2,5   | Abacus     | 1 210       | ± 3,1%  | HTML     |
| 12 janvier 2022                                                          | 33    | 36   | 19      | 4    | 8     | Angus Reid | 909         | NC      | PDF      |
| 11 janvier 2022                                                          | 35    | 22   | 36      | 5    | 2     | Innovative | 428         | NC      | PDF      |
| 7 janvier 2022                                                           | 30,6  | 27,0 | 27,9    | 5,5  | 9,0   | Mainstreet | 1 246       | ± 2,7%  | PDF      |
| 13 décembre 2021                                                         | 38    | 28   | 25      | 5    | 5     | Léger      | 1 000       | ± 3,1%  | PDF      |
| 25 novembre 2021                                                         | 32,8  | 23,1 | 28,3    | 5,2  | 10,5  | Ekos       | 569         | ± 4,1%  | HTML     |
| 17 novembre 2021                                                         | 34,8  | 27   | 32,6    | 3,4  | 2,2   | Innovative | 1 000       | NC      | PDF      |
| 14 novembre 2021                                                         | 34    | 26   | 31      | 6    | 3     | Léger      | 1 001       | ± 3,1%  | PDF      |
| 10 octobre 2021                                                          | 35    | 25   | 30      | 5    | 5     | Léger      | 1 003       | ± 3,1%  | PDF      |
| 3 octobre 2021                                                           | 34    | 32   | 25      | 4    | 5     | Angus Reid | 910         | NC      | PDF      |
| 7 juin 2021                                                              | 37    | 33   | 22      | 6    | 3     | Angus Reid | 791         | ± 2,0 % | HTML     |
| 23 mai 2021                                                              | 34    | 25   | 26      | 9    | NC    | Léger      | 1 001       | ± 3,1%  | [ 19 ]   |
| 16 mai 2021                                                              | 32,7  | 28,2 | 26,9    | 6,3  | 5,9   | Mainstreet | 958         | ± 3%    | PDF      |
| 8 mai 2021                                                               | 36    | 25   | 28      | 7    | 4     | CR         | 2 009       | ± 2%    | PDF      |
| 4 mai 2021                                                               | 32    | 22   | 36      | 8    | 2     | Innovative | 481         | NC      | PDF      |
| 21 avril 2021                                                            | 34    | 23   | 35      | 5    | 2     | Abacus     | 1 007       | ± 3,1%  | HTML     |
| 20 avril 2021                                                            | 30    | 26   | 35      | 8    | 1     | Innovative | 800         | NC      | PDF      |
| 14 avril 2021                                                            | 34    | 23   | 34      | 5    | 4     | Abacus     | 817         | ± 3,5%  | [ p 1 ]  |
| 13 avril 2021                                                            | 32    | 24   | 33      | 8    | 2     | Innovative | 704         | NC      | PDF      |
| 12 avril 2021                                                            | 34,6  | 23,5 | 29,9    | 8,9  | 3     | Ekos       | 1 204       | ± 2,8%  | [ p 2 ]  |
| 6 avril 2021                                                             | 41    | 22   | 24      | 10   | 2     | CR         | 1 886       | ± 2,3%  | [ p 3 ]  |
| 22 mars 2021                                                             | 38    | 28   | 23      | 8    | 3     | Léger      | 1 002       | ± 3,1%  | PDF      |
| 11 mars 2021                                                             | 43    | 25   | 20      | 9    | 3     | CR         | 1 344       | ± 2,7%  | [ p 4 ]  |
| 16 février 2021                                                          | 43    | 22   | 25      | 6    | 4     | Mainstreet | 1 011       | ± 3,08% | [ p 5 ]  |
| 31 janvier 2021                                                          | 44    | 25   | 21      | 8    | 3     | CR         | 1 427       | ± 2,6%  | [ p 6 ]  |
| 12 janvier 2021                                                          | 34    | 25   | 29      | 8    | 3     | Abacus     | 793         | ± 3,48% | [ p 7 ]  |
| 5 décembre 2020                                                          | 46,2  | 23,4 | 19,9    | 6,2  | 4,3   | Mainstreet | 1 014       | ± 2,94% | PDF      |
| 3 décembre 2020                                                          | 45    | 20   | 24      | 8    | 5     | CR         | 1 001       | ± 3%    | [ p 8 ]  |
| 30 novembre 2020                                                         | 42    | 28   | 22      | 5    | 3     | Angus Reid | 1 049       | NC      | [ p 9 ]  |
| 2 novembre 2020                                                          | 48    | 21   | 23      | 7    | 1     | CR         | 1 118       | ± 3%    | [ p 10 ] |
| 30 octobre 2020                                                          | 36    | 25   | 29      | 7    | 3     | Abacus     | 1 000       | ± 3,1%  | [ p 11 ] |
| 12 octobre 2020                                                          | 36    | 29   | 26      | 6    | 2     | Abacus     | 1 000       | ± 3,1%  | [ p 12 ] |
| 2 octobre 2020                                                           | 46    | 24   | 20      | 9    | 2     | CR         | 1 017       | ± 3%    | [ p 13 ] |
| 3 septembre 2020                                                         | 48    | 22   | 24      | 6    | 2     | CR         | 1 129       | ± 3%    | [ p 14 ] |
| 1er septembre 2020                                                       | 45    | 28   | 22      | 4    | 1     | Angus Reid | 1 026       | ± 3%    | [ p 15 ] |
| 13 août 2020                                                             | 41    | 23   | 26      | 8    | 3     | CR         | 2 013       | ± 2%    | [ p 16 ] |
| 20 juillet 2020                                                          | 36    | 18   | 37      | 8    | 1     | Innovative | 974         | NC      | PDF      |
| 10 juillet 2020                                                          | 45    | 20   | 27      | 7    | 1     | CR         | 1 395       | ± 3%    | [ p 17 ] |
| 23 juin 2020                                                             | 31    | 21   | 39      | 9    | 1     | Innovative | 838         | NC      | PDF      |
| 7 juin 2020                                                              | 41,8  | 23,0 | 27,7    | 5,5  | 2,0   | Mainstreet | 1 068       | ± 3%    | [ p 18 ] |
| 2 juin 2020                                                              | 44    | 22   | 27      | 6    | 2     | CR         | 1 512       | ± 2,5%  | [ p 19 ] |
| 1er juin 2020                                                            | 33    | 20   | 38      | 9    | 0     | Innovative | 698         | NC      | PDF      |
| 24 mai 2020                                                              | 43    | 26   | 25      | 6    | 1     | Angus Reid | 1 061       | NC      | [ p 20 ] |
| 22 mai 2020                                                              | 36    | 19   | 38      | 5    | 2     | Abacus     | 597         | ± 4,1%  | [ p 21 ] |
| 5 mai 2020                                                               | 34    | 18   | 39      | 7    | 1     | Innovative | 791         | NC      | PDF      |
| 26 mars 2020                                                             | 31,5  | 17,9 | 40,4    | 7,1  | 3,1   | Ekos       | 774         | ± 3,5%  | [ p 22 ] |
| 20 mars 2020                                                             | 33,1  | 23,2 | 33,0    | 6,9  | 3,8   | Mainstreet | 1 017       | ± 2,73% | [ p 23 ] |
| Steven Del Duca est élu chef du Parti libéral de l'Ontario               |       |      |         |      |       |            |             |         |          |
| 5 mars 2020                                                              | 32    | 28   | 28      | 10   | 2     | CR         | 1 144       | ± 2,9%  | [ p 24 ] |
| 28 février 2020                                                          | 36    | 31   | 24      | 8    | 1     | Angus Reid | 1 051       | ± 3,0%  | PDF      |
| 26 février 2020                                                          | 32    | 28   | 29      | 9    | 3     | CR         | 1 003       | ± 3,1%  | [ p 25 ] |
| 9 février 2020                                                           | 30    | 26   | 30      | 11   | 3     | CR         | 1 536       | ± 2,5%  | [ p 26 ] |
| 19 janvier 2020                                                          | 31,1  | 21,2 | 36,2    | 9,1  | 2,3   | Ekos       | 634         | ± 3,9%  | HTML     |
| 11 janvier 2020                                                          | 29    | 27   | 33      | 9    | 2     | Pollara    | 2 198       | ± 2,1%  | PDF      |
| 10 décembre 2019                                                         | 29,9  | 24,4 | 32,4    | 9,4  | 3,9   | Ekos       | 811         | ± 3,4%  | PDF      |
| 9 septembre 2019                                                         | 32    | 27   | 28      | 11   | 2     | CR         | 957         | ± 3,17% | PDF      |
| 16 août 2019                                                             | 30    | 28   | 30      | 11   | 2     | Corbett    | 1 099       | ± 3,0%  | PDF      |
| 10 juillet 2019                                                          | 28    | 26   | 28      | 15   | 3     | Corbett    | 936         | ± 3,0%  | PDF      |
| 6 juin 2019                                                              | 32    | 27   | 26      | 13   | 1     | Corbett    | 1 555       | ± 3,0%  | PDF      |
| 22 mai 2019                                                              | 22,4  | 24,2 | 39,9    | 11,7 | 1,8   | Mainstreet | 996         | ± 3,1%  | HTML     |
| 21 mai 2019                                                              | 30    | 29   | 32      | NC   | 10    | Ipsos      | 1 000       | ± 3,5%  | HTML     |
| 3 mai 2019                                                               | 35    | 25   | 27      | 12   | 1     | Corbett    | 1 836       | ± 2,4%  | PDF      |
| 1er mai 2019                                                             | 30    | 31   | 26      | 11   | 1     | Pollara    | 1 527       | ± 2,5%  | PDF      |
| 22 mars 2019                                                             | 34,4  | 26,6 | 26,0    | 9,4  | 3,6   | Mainstreet | 1 290       | ± 2,73% | HTML     |
| 24 janvier 2019                                                          | 33    | 23   | 36      | 7    | 1     | Innovative | 751         |         | PDF      |
| 17 janvier 2019                                                          | 41,4  | 27,0 | 22,6    | 7,0  | 2,2   | Mainstreet | 1 127       | ± 2,92% | HTML     |
| 3 décembre 2018                                                          | 34,3  | 26,1 | 28,0    | 9,4  | 2,3   | Ekos       | 1 025       | ± 3,1%  | PDF      |
| 9 novembre 2018                                                          | 34    | 25   | 32      | 7    | 2     | CR         | 1 830       | ± 2,3%  | HTML     |
| 7 novembre 2018                                                          | 42,2  | 26,5 | 21,3    | 6,4  | 3,5   | Mainstreet | 1 229       | ± 2,79% | HTML     |
| 28 octobre 2018                                                          | 35    | 25   | 32      | 7    | 1     | Innovative | 1 628       |         | PDF      |
| 1er octobre 2018                                                         | 36    | 29   | 24      | 8    | 3     | Abacus     | 1 500       |         | HTML     |
| 17 juillet 2018                                                          | 41,7  | 27,8 | 21,3    | 6,7  | 2,5   | Mainstreet | 1 861       | ± 2,27% | HTML     |
| Doug Ford est assermenté comme Premier ministre de l'Ontario             |       |      |         |      |       |            |             |         |          |
| 21 juin 2018                                                             | 37    | 36   | 19      | 7    | 2     | Innovative | 607         | ± 4,0%  |          |
| John Fraser devient le chef intérimaire du Parti libéral de l'Ontario    |       |      |         |      |       |            |             |         |          |
| Kathleen Wynne démissionne de la chefferie du Parti libéral de l'Ontario |       |      |         |      |       |            |             |         |          |
| 7 juin 2018                                                              | 40,5  | 33,6 | 19,6    | 4,6  | 1,7   | Archive    | Archive     | Archive | Archive  |

### Par âge
| Dernier jour du sondage | P.-C. | NDP  | Libéral | Vert | Autre | Sondeur    | Échantillon | M.E.   | Source |
| ----------------------- | ----- | ---- | ------- | ---- | ----- | ---------- | ----------- | ------ | ------ |
| Dernier jour du sondage |       |      |         |      |       | Sondeur    | Échantillon | M.E.   | Source |
| 25 janvier 2022         | 20,3  | 13,1 | 45,1    | 4,6  | 16,9  | Mainstreet | 132         | NC     | PDF    |
| 24 janvier 2022         | 25    | 31   | 25      | 11   | 7     | Léger      | 216         | NC     | PDF    |
| 17 janvier 2022         | 28,4  | 40,3 | 13,7    | 7,0  | 10,6  | Ekos       | 105         | ± 9,56 | PDF    |
| 12 janvier 2022         | 19    | 48   | 15      | 8    | 10    | Angus Reid | 477         | NC     | PDF    |
| 7 janvier 2022          | 26,4  | 17,5 | 37,1    | 8,3  | 10,8  | Mainstreet | 116         | NC     | PDF    |
| 13 décembre 2021        | 27    | 38   | 24      | 4    | 6     | Léger      | 232         | NC     | PDF    |

| Dernier jour du sondage | P.-C. | NDP | Libéral | Vert | Autre | Sondeur    | Échantillon | M.E. | Source |
| ----------------------- | ----- | --- | ------- | ---- | ----- | ---------- | ----------- | ---- | ------ |
| Dernier jour du sondage |       |     |         |      |       | Sondeur    | Échantillon | M.E. | Source |
| 24 janvier 2022         | 34    | 29  | 27      | 4    | 5     | Léger      | 250         | NC   | PDF    |
| 12 janvier 2022         | 30    | 37  | 20      | 4    | 9     | Angus Reid | 498         | NC   | PDF    |
| 13 décembre 2021        | 39    | 27  | 24      | 4    | 6     | Léger      | 265         | NC   | PDF    |

| Dernier jour du sondage | P.-C. | NDP | Libéral | Vert | Autre | Sondeur    | Échantillon | M.E. | Source |
| ----------------------- | ----- | --- | ------- | ---- | ----- | ---------- | ----------- | ---- | ------ |
| Dernier jour du sondage |       |     |         |      |       | Sondeur    | Échantillon | M.E. | Source |
| 24 janvier 2022         | 49    | 17  | 26      | 6    | 2     | Léger      | 309         | NC   | PDF    |
| 12 janvier 2022         | 45    | 25  | 22      | 2    | 6     | Angus Reid | 621         | NC   | PDF    |
| 13 décembre 2021        | 44    | 22  | 27      | 5    | 2     | Léger      | 324         | NC   | PDF    |

#### Autres catégories d'âge
| Dernier jour du sondage | P.-C. | NDP  | Libéral | Vert | Autre | Sondeur    | Échantillon | M.E.   | Source |
| ----------------------- | ----- | ---- | ------- | ---- | ----- | ---------- | ----------- | ------ | ------ |
| Dernier jour du sondage |       |      |         |      |       | Sondeur    | Échantillon | M.E.   | Source |
| 25 janvier 2022         | 36,7  | 21,7 | 22,5    | 3,8  | 15,2  | Mainstreet | 264         | NC     | PDF    |
| 17 janvier 2022         | 37,5  | 27,1 | 23,4    | 3,7  | 8,4   | Ekos       | 157         | ± 7,82 | PDF    |
| 7 janvier 2022          | 27,3  | 27,4 | 26,1    | 6,0  | 13,2  | Mainstreet | 228         | NC     | PDF    |

| Dernier jour du sondage | P.-C. | NDP  | Libéral | Vert | Autre | Sondeur    | Échantillon | M.E.   | Source |
| ----------------------- | ----- | ---- | ------- | ---- | ----- | ---------- | ----------- | ------ | ------ |
| Dernier jour du sondage |       |      |         |      |       | Sondeur    | Échantillon | M.E.   | Source |
| 25 janvier 2022         | 44,2  | 16,3 | 27,5    | 2,1  | 9,9   | Mainstreet | 295         | NC     | PDF    |
| 17 janvier 2022         | 38,4  | 19,6 | 32,2    | 4,0  | 5,8   | Ekos       | 231         | ± 6,45 | PDF    |
| 7 janvier 2022          | 34,1  | 30,2 | 25,1    | 3,1  | 7,6   | Mainstreet | 261         | NC     | PDF    |

| Dernier jour du sondage | P.-C. | NDP  | Libéral | Vert | Autre | Sondeur    | Échantillon | M.E.   | Source |
| ----------------------- | ----- | ---- | ------- | ---- | ----- | ---------- | ----------- | ------ | ------ |
| Dernier jour du sondage |       |      |         |      |       | Sondeur    | Échantillon | M.E.   | Source |
| 25 janvier 2022         | 40,6  | 22,1 | 29,5    | 3,1  | 4,6   | Mainstreet | 191         | NC     | PDF    |
| 17 janvier 2022         | 36,6  | 16,2 | 38,4    | 4,7  | 4,0   | Ekos       | 290         | ± 5,75 | PDF    |
| 7 janvier 2022          | 36,1  | 21,3 | 35,5    | 4,5  | 2,6   | Mainstreet | 167         | NC     | PDF    |

## Résultats
|                           |                                     |            |       |               |        |               |  |  |  |  |  |  |  |  |
| Parti                     | Parti                               | Voix       | %     | +/-           | Sièges | +/-           |  |  |  |  |  |  |  |  |
|                           | Parti progressiste-conservateur     | 1 919 905  | 40,83 | 0,33          | 83     | 7             |  |  |  |  |  |  |  |  |
|                           | Parti libéral                       | 1 124 065  | 23,91 | 4,32          | 8      | 1             |  |  |  |  |  |  |  |  |
|                           | Nouveau Parti démocratique          | 1 116 383  | 23,74 | 9,82          | 31     | 9             |  |  |  |  |  |  |  |  |
|                           | Parti vert                          | 280 006    | 5,96  | 1,36          | 1      | en stagnation |  |  |  |  |  |  |  |  |
|                           | Nouveau Bleu                        | 127 462    | 2,71  | Nv            | 0      | en stagnation |  |  |  |  |  |  |  |  |
|                           | Parti Ontario                       | 83 618     | 1,78  | 1,74          | 0      | en stagnation |  |  |  |  |  |  |  |  |
|                           | Aucune de ces Réponses              | 6 202      | 0,13  | 0,15          | 0      | en stagnation |  |  |  |  |  |  |  |  |
|                           | Parti libertarien                   | 5 242      | 0,11  | 0,64          | 0      | en stagnation |  |  |  |  |  |  |  |  |
|                           | Parti populiste                     | 2 638      | 0,06  | Nv            | 0      | en stagnation |  |  |  |  |  |  |  |  |
|                           | Freedom                             | 2 103      | 0.04  | en stagnation | 0      | en stagnation |  |  |  |  |  |  |  |  |
|                           | Parti communiste                    | 2 100      | 0,04  | 0,01          | 0      | en stagnation |  |  |  |  |  |  |  |  |
|                           | Consensus Ontario                   | 1 651      | 0,04  | 0,01          | 0      | en stagnation |  |  |  |  |  |  |  |  |
|                           | Parti modéré                        | 1 618      | 0,04  | en stagnation | 0      | en stagnation |  |  |  |  |  |  |  |  |
|                           | Parti du choix des Canadiens        | 568        | 0,01  | 0,01          | 0      | en stagnation |  |  |  |  |  |  |  |  |
|                           | Confédération des régions           | 414        | 0,01  | en stagnation | 0      | en stagnation |  |  |  |  |  |  |  |  |
|                           | Parti du peuple                     | 409        | 0,01  | en stagnation | 0      | en stagnation |  |  |  |  |  |  |  |  |
|                           | Front commun progressiste du peuple | 367        | 0,01  | Nv            | 0      | en stagnation |  |  |  |  |  |  |  |  |
|                           | Stop Sex-Ed                         | 340        | 0,01  | 0,01          | 0      | en stagnation |  |  |  |  |  |  |  |  |
|                           | Parti centriste                     | 295        | 0,01  | Nv            | 0      | en stagnation |  |  |  |  |  |  |  |  |
|                           | Besoins spéciaux                    | 290        | 0,01  | en stagnation | 0      | en stagnation |  |  |  |  |  |  |  |  |
|                           | Northern Ontario                    | 283        | 0,01  | 0,09          | 0      | en stagnation |  |  |  |  |  |  |  |  |
|                           | Parti du bénéfice public            | 196        | 0,00  | Nv            | 0      | en stagnation |  |  |  |  |  |  |  |  |
|                           | Parti réforme électorale            | 182        | 0,00  | Nv            | 0      | en stagnation |  |  |  |  |  |  |  |  |
|                           | Liberté, choix, paix et justice     | 182        | 0,00  | Nv            | 0      | en stagnation |  |  |  |  |  |  |  |  |
|                           | Ontario Alliance                    | 108        | 0,00  | 0,01          | 0      | en stagnation |  |  |  |  |  |  |  |  |
|                           | Indépendants                        | 25 332     | 0,54  | 0,39          | 1      | 1             |  |  |  |  |  |  |  |  |
|                           |                                     |            |       |               |        |               |  |  |  |  |  |  |  |  |
| Suffrages exprimés        | Suffrages exprimés                  | 4 701 959  | 99,35 |               |        |               |  |  |  |  |  |  |  |  |
| Votes blancs et invalides | Votes blancs et invalides           | 30 517     | 0,65  |               |        |               |  |  |  |  |  |  |  |  |
| Total                     | Total                               | 4 732 476  | 100   | –             | 124    | en stagnation |  |  |  |  |  |  |  |  |
| Abstentions               | Abstentions                         | 6 007 950  | 55,94 |               |        |               |  |  |  |  |  |  |  |  |
| Inscrits / participation  | Inscrits / participation            | 10 740 426 | 44,06 |               |        |               |  |  |  |  |  |  |  |  |